# Alye parusa (film 1961)
Alye parusa (Алые паруса) è un film del 1961 diretto da Aleksandr Lukič Ptuško e basato sul romanzo di Aleksandr Grin Vele scarlatte (1923).